# Fio de Cabelo
"Fio de Cabelo" é a segunda faixa do oitavo álbum de estúdio da dupla sertaneja Chitãozinho & Xororó, que tem o título de Somos Apaixonados, que, inclusive, foi o álbum que "alavancou" a carreira da dupla, com 1,5 milhões de cópias. O álbum foi lançado em 1982, mas a música só fez sucesso um ano depois, em 1983. A música foi composta por Darci Rossi e Marciano, da antiga dupla com João Mineiro.

## Repercussão
A música fez sucesso, que muita gente diz que "foi feita pra acabar com o preconceito na música sertaneja". No documentário Nascemos Pra Cantar, que foi exibido na Rede Record para contar a história da dupla, César Menotti, da dupla com Fabiano, disse:
"(Em) 1982, ano que eu nasci, quando Chitãozinho & Xororó gravaram (a música) Fio de Cabelo, ali estava acabando o preconceito com a música sertaneja no Brasil."
O cantor Leonardo, que também participou do documentário, fez questão de, também, falar do sucesso da dupla.
"Quando cheguei em São Paulo (com o irmão Leandro), em 84, 85, já tocava Chitãozinho & Xororó nas emissoras de rádio AM e FM de São Paulo, (entre) meio-dia, uma hora da tarde, duas horas da tarde, (com a música Fio de Cabelo) eles mudaram o lance da música sertaneja."

## Curiosidades

### Crítica
No programa Domingo Show, apresentado por Geraldo Luís, Chitãozinho & Xororó foram convidados para o programa, em 2017, e contaram suas histórias ao longo da carreira. Xororó se refere a uma pessoa que não gostou, essa pessoa é o apresentador, jornalista e crítico musical Flávio Cavalcanti.
"A gente recebeu uma critica muito pesada. Depois, a gente foi responder no ar, no programa do Flávio Cavalcanti, que era um crítico. Ele odiava música sertaneja. Quando a gente explodiu com Fio De Cabelo, ele desceu a lenha, ele quebrou nosso disco, falou que 'era muito ruim', que 'era brega, onde se viu um negócio desse, esses caras não cantam, eles gritam!'"
Segundo Chitãozinho, o programa de Flávio Cavalcanti "era uma audiência, agora a música é um sucesso". Xororó continuou:
"Aí, ele convidou a gente para ir no programa, depois de ter quebrado o disco. Nós falamos: 'Tá bom, nós vamos! Se ele entregar o disco de diamante pra gente!' A gravadora armou com ele e falou que entregava."

### Outros artistas
Segundo o saudoso cantor Marciano (1945-2019), e um dos compositores desta música, ele disse em uma entrevista a TV Aparecida que esta canção passou na mão de outros artistas e eles não gostaram por determinados motivos, até chegar na dupla.